# Topología de circuitos
La topología de circuitos es la ciencia que estudia razonamientos matemáticos aplicados al análisis de circuitos, dentro de la cual se encuadran todas las propiedades que surgen de la estructura geométrica del mismo y permite arribar a métodos sistemáticos para escribir mecánicamente sistemas de ecuaciones que modelan el funcionamiento de circuitos complejos.